# آشپزی نیوزیلندی

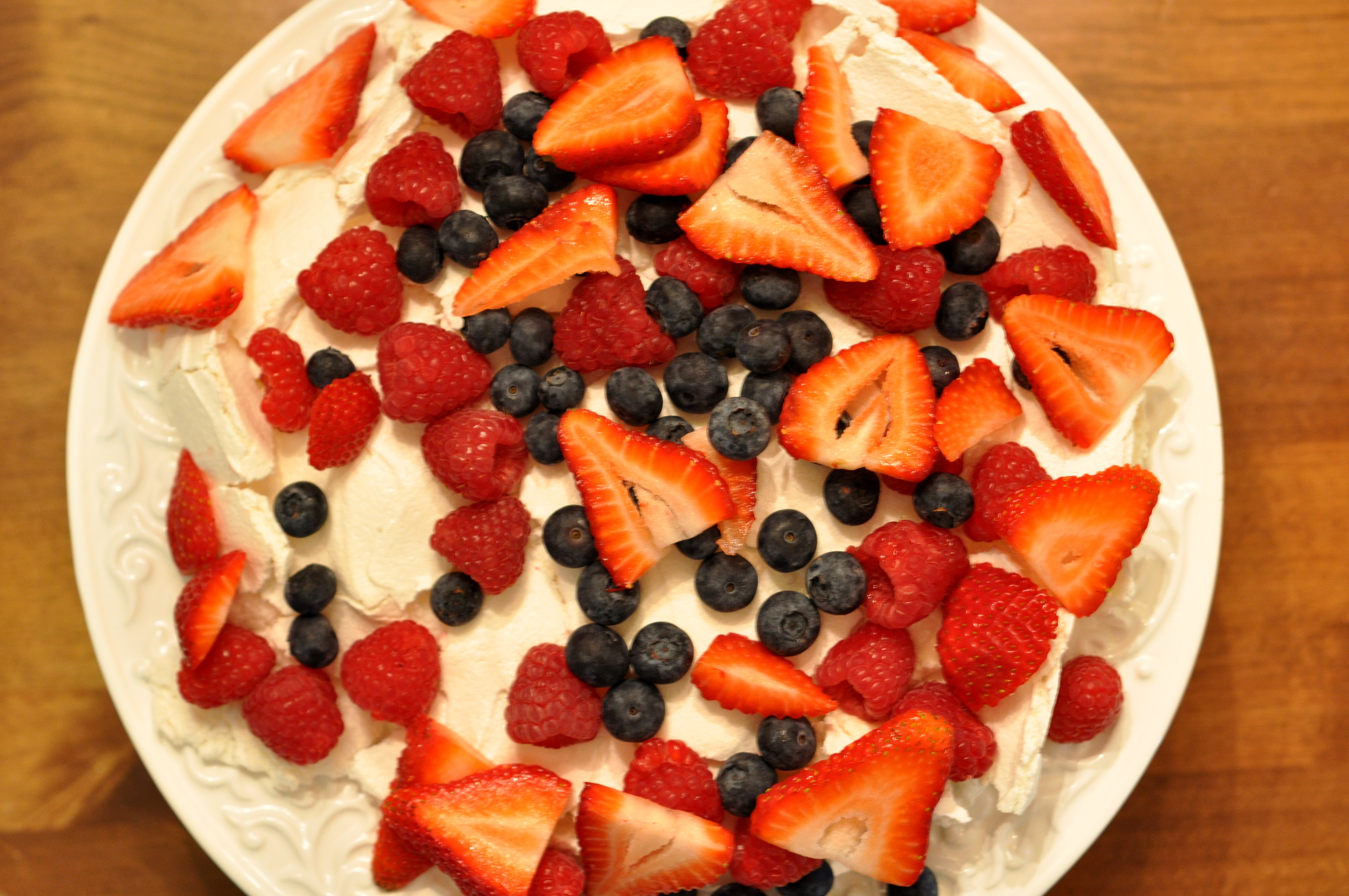
پاولوا دسری محبوب در استرالیا و نیوزیلند

آشپزی نیوزیلندی عمدتاً تحت تأثیر مواد اولیه محلی و تغییرات فصلی قرار دارد. نیوزیلند به عنوان یک کشور جزیره ای با اقتصاد کشاورزی، مواد عمدتاً از محصولات خشکی و دریا تأمین می‌شود. مانند آشپزی استرالیایی، آشپزی نیوزیلندی نیز یکه از انواع سبک‌ها براساس آشپزی بریتانیایی است. جهانی شدن باعث تاثیرپذیری این سبک، از آشپزی مدیترانه‌ای و حاشیه اقیانوس آرام شده است.